# Ніппон Каігі
Японська конференція (яп. 日本会議 — Ніппон Каігі) — найбільша ультраконсервативна та ультранаціоналістична неурядова організація та лобістська структура в сучасній Японії.  Вона була заснована у 1997 році і налічує приблизно 38 000–40 000 членів станом на 2020 рік    Група має вплив на законодавчу та виконавчу гілки влади Японії через свої філії та членів. Колишній прем'єр-міністр Японії Абе Сіндзо який був провідним політиком японської керівної політичної партії «Ліберально-демократична партія Японії», є спеціальним радником парламентської ліги цієї групи. До складу групи входять низові ультраправі активісти, а також всенаціональні, регіональні та місцеві політики.
Група описує свої цілі як «змінити післявоєнну національну свідомість на основі погляду Токійського трибуналу на історію як фундаментальну проблему» та переглянути чинну Конституцію  особливо статтю 9, яка забороняє Японії утримувати постійну армію. Група також прагне сприяти патріотичному вихованню, підтримати офіційні візити до храму Ясукуні та сприяти націоналістичній інтерпретації державного синтоїзму.
За словами Хідеакі Касе, впливового члена «Ніппон Каігі», «Ми віддані нашій консервативній справі. Ми монархісти. Ми за перегляд Конституції. Ми за славу нації».

## Офіційна мета Ніппон Каігі
«Ніппон Каігі» описав шість офіційних цілей своєї організації серед яких:
1. «Прекрасний традиційний суверенітет для майбутнього Японії» (美しい伝統の国柄を明日の日本へ): Виховання почуття японської єдності та соціальної стабільності, що базується на Імператорському домі та спільної історії, культурі та традицій японського народу.
2. «Нова конституція, що відповідає новій ері» (新しい時代にふさわしい新憲法を): Відновлення прав національної оборони, виправлення дисбалансу прав та обов'язків, посилення акценту на сімейну систему та послаблення відокремлення релігії від держави.
3. «Політика, яка захищає репутацію держави та життя людей» (国の名誉と国民の命を守る政治を): Вирішити втрату суспільного інтересу до політики та уряду, займаючи більш агресивну позицію в історичних дебатах та кризовому управлінні.
4. «Створення системи освіти, яка виховує відчуття японської ідентичності» (日本の感性をはぐくむ教育の創造を): Розв'язання різноманітних проблем, що виникають у японській освітній системі (знущання, проституція тощо) та встановлення поваги до державного прапора та гімну Японії, а також до національної історії, культури та традицій.
5. «Внесок у мир у всьому світі шляхом зміцнення національної безпеки» (国の安全を高め世界への平和貢献を): Посилення японської оборонної могутності, щоб протистояти Китаю, Північній Кореї та іншим ворожим державам, і пам’ять про загиблих у війні Японії.
6. «Дружба зі світом пов’язана духом співіснування та взаємного процвітання» (共生共栄の心でむすぶ世界との友好を): Побудова дружніх стосунків із закордонними країнами через програми соціального та культурного обміну.

«Ніппон Каігі» вважає що «Японії слід аплодувати за те, що вона звільнила більшу частину Східної Азії від західних колоніальних держав; що токійський трибунал щодо воєнних злочинів у 1946–1948 роках були нелегітимним; і що вбивства вчинені імператорською армією Японської імперії під час Нанкінської різанини 1937 року були перебільшеними або сфабрикованими».  Група енергійно захищає претензії Японії в її територіальній суперечці щодо островів Сенкаку з КНР і заперечує, що Японія змушувала «жінок для втіхи» займатись проституцією під час Другої світової війни. Ніппон Каігі виступає проти фемінізму, прав ЛГБТ і Закону про гендерну рівність 1999 року.

## Історія заснування Ніппон Каігі
«Ніппон Каігі» була заснована в 1997 році шляхом злиття двох груп, чиї програми включали перегляд конституції:
- Національна конференція із захисту Японії або Національна конференція із захисту Японії, заснована в 1981 році включила багатьох ветеранів імператорською армією Японської імперії та імператорського флоту Японської імперії та опублікувала власний проєкт конституційної реформи в 1994 році. Їх попередником була «Національна конференція з впровадження законодавства про рік правління», яка була заснована в 1978 році.
- Товариство захисту Японії, засноване в 1974 році, яке охоплювало кілька синтоїстських і релігійних культів.[9][18]

Президентом, а також засновником був пан Коічі Цукамото, засновник японського суконного підприємства Wacoal. Юзо Кабасіма, генеральний секретар «Ніппон Каігі», заснував дочірню організацію «Nihon Seinen Kyogikai» у 1977 році, штаб-квартира якої знаходиться в тій самій будівлі, що і «Ніппон Каігі», і виконує функції секретаріату організації.
Організація здобула надзвичайно швидкий успіх у встановленні міцних зв’язків з японським істеблішментом та отримала вплив на прийнятті законодавства, яке відповідало б цілям групи. У 1999 році парламент нарешті офіційно визнав «Кімігайо» національним гімном Японії, а «Hi no Maru» — національним прапором Японії. Після ухвалення закону в наступні роки Міністерство культури і науки Японії та освітні комітети японських префектур, такі як губернатор Токіо Сінтаро Ісіхара, випустили інструкції, які змушують шкільних вчителів дотримуватися особливих процедур щодо цих національних символів в освітньому контексті.

## Організація та членство в Ніппон Каігі
«Ніппон Каігі» налічує 40 000 окремих членів, 47 префектурних відділень і близько 230 місцевих відділень. На вебсайті організації наведено список членів залежно від їхнього стажу в організації, яку очолює президент, відряджений віцепрезидентами, і групу «радників», у тому числі синтоїстських священників, які очолюють ключові святині, деякі з них належать до імператорської родини.
Після перестановок у 2014 році 15 з 18 членів третього кабінету Абе Сіндзо, включаючи самого прем’єр-міністра (як «спеціального радника»), були членами «Ніппон Каігі». Станом на жовтень 2014 року група претендувала на 289 з 480 членів японської національної ради. Серед членів, колишніх членів і афілійованих є незліченна кількість законодавців, багато міністрів і кілька прем'єр-міністрів, включаючи Асо Таро, Абе Сіндзо та Йосіхіде Суґа. Брат Абе Сіндзо. Пан Нобуо Кіші також є членом групи «Ніппон Каігі» в парламенті Японії. Його колишній голова Тору Мійоші був колишнім головою Верховного суду Японії.
Після активної кампанії за кандидатів від ЛДП у липні 2016 року, «Ніппон Каігі» у вересні 2016 року проводили кампанію за зміни до конституції Японії.
| Список голів організації | Список голів організації | Список голів організації | Список голів організації   |
| Рік                      | Ім'я                     | Період                   | Час на посту               |
| ------------------------ | ------------------------ | ------------------------ | -------------------------- |
| 1997 рік                 | Коічі Цукамото           | 1997–1998 рр             | 1 рік                      |
| 1998 рік                 | Косаку Інаба             | 1998–2001 рр             | 3 роки                     |
| 2001 рік                 | Тору Мійоші              | 2001–2015 рр             | 14 років (почесний голова) |
| 2015 рік                 | Тадае Такубо             | 2015 – дотепер           | 9–10 років                 |

## Критика
Журналіст Норіміцу Оніші каже, що організація сприяє відродженню основ Японської імперії ; Тамоцу Сугано, автор бестселера про групу «Дослідження про Ніппон Каігі» (日本会議の研究) описує їх як демократичний рух за методом, але має намір переглянути рівність статей, відновити патріархальні цінності та повернути Японію до довоєнної конституції — ані демократичної, ані сучасної, і вони консолідовані в антиліві та мізогінії. 6 січня 2017 року продаж книги був заборонений окружним судом за наклеп  до видалення правопорушної частини; оновлене цифрове видання продовжувало продаватися. Продажі відновилися в березні, коли суд дозволив з’явитися переробленому виданні з вилученими 36 символами.
Мунео Нарусава, редактор Shūkan Kin'yōbi (англ. The Weekly Friday, дос. «П'ятничний тижневик»), каже, що, паралельно з історичним ревізіонізмом, організація часто підкреслює історичні факти, які передають Японію як жертву, наприклад, атомні бомбардування Хіросіми та Нагасакі або викрадення Північною Кореєю громадян Японії. Міністр освіти Хакубун Шімомура, генеральний секретар дискусійної групи членів «Ніппон Каігі» (日本会議国会議員懇談会), виступає за патріотичне виховання і виступає проти «мазохістського погляду на історію».